# Lista de municípios do Rio de Janeiro por PIB

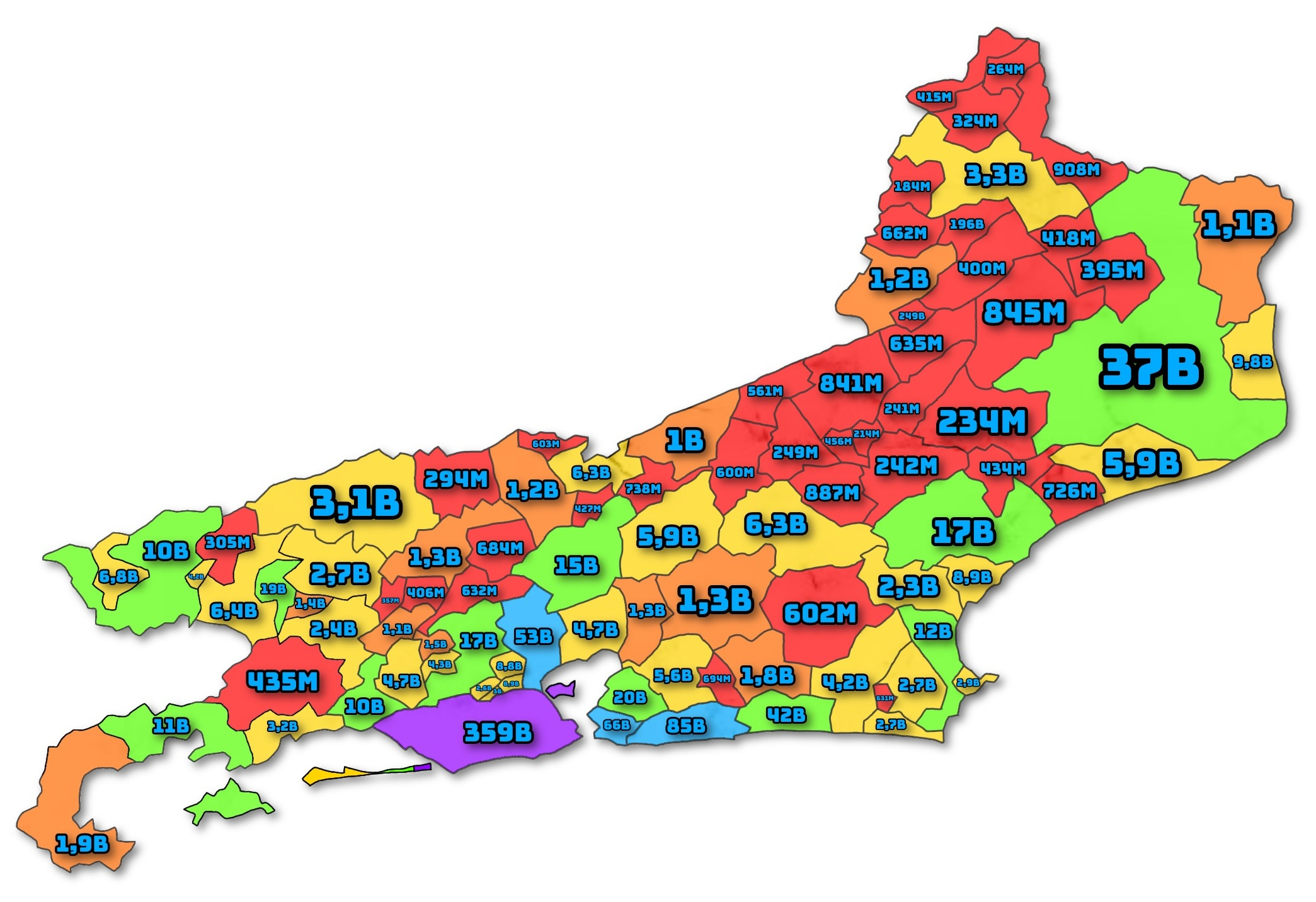
Produto interno bruto dos municípios do Rio

Este anexo lista os municípios do estado do Rio de Janeiro por Produto Interno Bruto (PIB) nominal referente aos dados do IBGE do ano de 2021.

## As maiores economias
| Municípios do estado do RJ com PIB acima de 1 bilhão (R$) \| Posição \| Município \| Produto Interno Bruto Nominal (2021, em R$) \| PIB Per Capita (2021, em R$) \| IDH-M (2010) \| \| ------- \| ----------------------------- \| ------------------------------------------- \| ---------------------------- \| ------------ \| \| 1° \| Rio de Janeiro \| 359.634.752 \| 53.078 \| 0,799 \| \| 2° \| Maricá \| 85.814.296 \| 511.810 \| 0,765 \| \| 3° \| Niterói \| 66.345.730 \| 128.333 \| 0,837 \| \| 4° \| Duque de Caxias \| 53.136.666 \| 57.170 \| 0,711 \| \| 5° \| Saquarema \| 42.178.208 \| 458.767 \| 0,709 \| \| 6° \| Campos dos Goytacazes \| 37.179.859 \| 72.243 \| 0,716 \| \| 7° \| São Gonçalo \| 20.324.882 \| 18.504 \| 0,739 \| \| 8° \| Volta Redonda \| 19.671.280 \| 71.551 \| 0,771 \| \| 9° \| Nova Iguaçu \| 17.794.593 \| 21.559 \| 0,713 \| \| 10° \| Macaé \| 17.747.016 \| 66.684 \| 0,764 \| \| 11° \| Petrópolis \| 15.665.448 \| 51.003 \| 0,745 \| \| 12° \| Cabo Frio \| 12.359.627 \| 52.801 \| 0,735 \| \| 13° \| Angra dos Reis \| 11.194.244 \| 53.262 \| 0,724 \| \| 14° \| Resende \| 10.754.410 \| 80.712 \| 0,768 \| \| 15° \| Itaguaí \| 10.502.749 \| 76.916 \| 0,715 \| \| 16° \| São João da Barra \| 9.886.875 \| 269.169 \| 0,671 \| \| 17° \| São João de Meriti \| 8.963.781 \| 18.935 \| 0,719 \| \| 18° \| Rio das Ostras \| 8.949.070 \| 56.096 \| 0,773 \| \| 19° \| Belford Roxo \| 8.839.808 \| 17.156 \| 0,684 \| \| 20° \| Itatiaia \| 6.893.431 \| 213.339 \| 0,737 \| \| 21° \| Barra Mansa \| 6.449.308 \| 34.816 \| 0,729 \| \| 22° \| Três Rios \| 6.348.172 \| 76.977 \| 0,725 \| \| 23° \| Nova Friburgo \| 6.324.934 \| 33.000 \| 0,750 \| \| 24° \| Quissamã \| 5.996.913 \| 234.850 \| 0,704 \| \| 25° \| Teresópolis \| 5.923.947 \| 31.880 \| 0,730 \| \| 26° \| Itaboraí \| 5.640.738 \| 23.078 \| 0,693 \| \| 27° \| Seropédica \| 4.777.037 \| 56.977 \| 0,713 \| \| 28° \| Magé \| 4.765.844 \| 19.237 \| 0,709 \| \| 29° \| Queimados \| 4.361.718 \| 28.636 \| 0,680 \| \| 30° \| Porto Real \| 4.245.742 \| 209.624 \| 0,713 \| \| 31° \| Araruama \| 4.234.264 \| 31.109 \| 0,718 \| \| 32° \| Itaperuna \| 3.394.971 \| 32.533 \| 0,730 \| \| 33° \| Mangaratiba \| 3.211.900 \| 69.913 \| 0,753 \| \| 34° \| Valença \| 3.122.611 \| 40.447 \| 0,738 \| \| 35° \| Nilópolis \| 3.059.486 \| 18.782 \| 0,753 \| \| 36° \| Armação dos Búzios \| 2.970.332 \| 84.721 \| 0,728 \| \| 37° \| São Pedro da Aldeia \| 2.743.661 \| 25.509 \| 0,712 \| \| 38° \| Barra do Piraí \| 2.713.911 \| 26.833 \| 0,733 \| \| 39° \| Arraial do Cabo \| 2.705.476 \| 87.763 \| 0,733 \| \| 40° \| Mesquita \| 2.619.229 \| 14.796 \| 0,737 \| \| 41° \| Piraí \| 2.449.990 \| 82.208 \| 0,708 \| \| 42° \| Casimiro de Abreu \| 2.352.167 \| 51.285 \| 0,726 \| \| 43° \| Paraty \| 1.955.302 \| 44.262 \| 0,693 \| \| 44° \| Rio Bonito \| 1.831.415 \| 30.057 \| 0,710 \| \| 45° \| Japeri \| 1.530.204 \| 14.395 \| 0,659 \| \| 46° \| Pinheiral \| 1.452.647 \| 56.826 \| 0,715 \| \| 47° \| Guapimirim \| 1.364.014 \| 21.920 \| 0,698 \| \| 48° \| Vassouras \| 1.321.271 \| 35.458 \| 0,714 \| \| 49° \| Cachoeiras de Macacu \| 1.305.514 \| 21.885 \| 0,700 \| \| 50° \| Santo Antônio de Pádua \| 1.284.643 \| 30.081 \| 0,718 \| \| 51° \| Paraíba do Sul \| 1.253.031 \| 28.006 \| 0,702 \| \| 52° \| São Francisco de Itabapoana \| 1.184.530 \| 28.060 \| 0,639 \| \| 53° \| Paracambi \| 1.162.885 \| 21.902 \| 0,720 \| \| 54° \| Sapucaia \| 1.000.574 \| 54.765 \| 0,675 \| \| 55° \| Bom Jesus do Itabapoana \| 908.166 \| 24.343 \| 0,732 \| \| 56° \| Bom Jardim \| 887.303 \| 31.941 \| 0,660 \| \| 57° \| São Fidélis \| 845.191 \| 21.811 \| 0,691 \| \| 58° \| Cantagalo \| 841.421 \| 41.730 \| 0,709 \| \| 59° \| São José do Vale do Rio Preto \| 738.568 \| 33.522 \| 0,660 \| \| 60° \| Carapebus \| 726.769 \| 43.108 \| 0,713 \| \| 61° \| Tanguá \| 694.549 \| 19.902 \| 0,654 \| \| 62° \| Paty do Alferes \| 684.862 \| 24.510 \| 0,671 \| \| 63° \| Miracema \| 662.192 \| 24.404 \| 0,713 \| \| 64° \| Itaocara \| 635.896 \| 27.396 \| 0,713 \| \| 65° \| Miguel Pereira \| 632.510 \| 24.686 \| 0,745 \| \| 66° \| Iguaba Grande \| 631.409 \| 21.517 \| 0,761 \| \| 67° \| Comendador Levy Gasparian \| 603.974 \| 70.311 \| 0,685 \| \| 68° \| Silva Jardim \| 602.644 \| 27.675 \| 0,654 \| \| 69° \| Sumidouro \| 600.126 \| 38.202 \| 0,611 \| \| 70° \| Carmo \| 561.153 \| 29.286 \| 0,696 \| \| 71° \| Cordeiro \| 456.175 \| 20.592 \| 0,729 \| \| 72° \| Rio Claro \| 435.971 \| 23.342 \| 0,683 \| \| 73° \| Conceição de Macabu \| 434.143 \| 18.426 \| 0,712 \| \| 74° \| Areal \| 427.444 \| 33.490 \| 0,684 \| \| 75° \| Italva \| 418.766 \| 27.215 \| 0,688 \| \| 76° \| Porciúncula \| 415.949 \| 21.814 \| 0,697 \| \| 77° \| Engenheiro Paulo de Frontin \| 406.744 \| 28.769 \| 0,722 \| \| 78° \| Cambuci \| 400.563 \| 25.807 \| 0,691 \| \| 79° \| Cardoso Moreira \| 395.482 \| 30.853 \| 0,648 \| \| 80° \| Mendes \| 357.693 \| 19.147 \| 0,736 \| \| 81° \| Natividade \| 324.266 \| 21.186 \| 0,730 \| \| 82° \| Quatis \| 305.015 \| 20.945 \| 0,690 \| \| 83° \| Rio das Flores \| 294.390 \| 31.314 \| 0,680 \| \| 84° \| Varre-Sai \| 264.154 \| 23.568 \| 0,659 \| \| 85° \| Duas Barras \| 249.220 \| 21.553 \| 0,659 \| \| 86° \| Aperibé \| 249.125 \| 20.698 \| 0,692 \| \| 87° \| Trajano de Moraes \| 242.020 \| 22.718 \| 0,667 \| \| 88° \| São Sebastião do Alto \| 241.288 \| 25.625 \| 0,646 \| \| 89° \| Santa Maria Madalena \| 234.582 \| 22.599 \| 0,668 \| \| 90° \| Macuco \| 214.874 \| 38.057 \| 0,703 \| \| 91° \| São José de Ubá \| 196.861 \| 27.190 \| 0,652 \| \| 92° \| Laje do Muriaé \| 184.165 \| 25.235 \| 0,668 \| \| Total \| Rio de Janeiro \| 949.300.770 \| 54.359 \| 0,762 \| |                               |                                             |                              |              |
| Posição | Município                     | Produto Interno Bruto Nominal (2021, em R$) | PIB Per Capita (2021, em R$) | IDH-M (2010) |
| --- | ----------------------------- | ------------------------------------------- | ---------------------------- | ------------ |
| 1° | Rio de Janeiro                | 359.634.752                                 | 53.078                       | 0,799        |
| 2° | Maricá                        | 85.814.296                                  | 511.810                      | 0,765        |
| 3° | Niterói                       | 66.345.730                                  | 128.333                      | 0,837        |
| 4° | Duque de Caxias               | 53.136.666                                  | 57.170                       | 0,711        |
| 5° | Saquarema                     | 42.178.208                                  | 458.767                      | 0,709        |
| 6° | Campos dos Goytacazes         | 37.179.859                                  | 72.243                       | 0,716        |
| 7° | São Gonçalo                   | 20.324.882                                  | 18.504                       | 0,739        |
| 8° | Volta Redonda                 | 19.671.280                                  | 71.551                       | 0,771        |
| 9° | Nova Iguaçu                   | 17.794.593                                  | 21.559                       | 0,713        |
| 10° | Macaé                         | 17.747.016                                  | 66.684                       | 0,764        |
| 11° | Petrópolis                    | 15.665.448                                  | 51.003                       | 0,745        |
| 12° | Cabo Frio                     | 12.359.627                                  | 52.801                       | 0,735        |
| 13° | Angra dos Reis                | 11.194.244                                  | 53.262                       | 0,724        |
| 14° | Resende                       | 10.754.410                                  | 80.712                       | 0,768        |
| 15° | Itaguaí                       | 10.502.749                                  | 76.916                       | 0,715        |
| 16° | São João da Barra             | 9.886.875                                   | 269.169                      | 0,671        |
| 17° | São João de Meriti            | 8.963.781                                   | 18.935                       | 0,719        |
| 18° | Rio das Ostras                | 8.949.070                                   | 56.096                       | 0,773        |
| 19° | Belford Roxo                  | 8.839.808                                   | 17.156                       | 0,684        |
| 20° | Itatiaia                      | 6.893.431                                   | 213.339                      | 0,737        |
| 21° | Barra Mansa                   | 6.449.308                                   | 34.816                       | 0,729        |
| 22° | Três Rios                     | 6.348.172                                   | 76.977                       | 0,725        |
| 23° | Nova Friburgo                 | 6.324.934                                   | 33.000                       | 0,750        |
| 24° | Quissamã                      | 5.996.913                                   | 234.850                      | 0,704        |
| 25° | Teresópolis                   | 5.923.947                                   | 31.880                       | 0,730        |
| 26° | Itaboraí                      | 5.640.738                                   | 23.078                       | 0,693        |
| 27° | Seropédica                    | 4.777.037                                   | 56.977                       | 0,713        |
| 28° | Magé                          | 4.765.844                                   | 19.237                       | 0,709        |
| 29° | Queimados                     | 4.361.718                                   | 28.636                       | 0,680        |
| 30° | Porto Real                    | 4.245.742                                   | 209.624                      | 0,713        |
| 31° | Araruama                      | 4.234.264                                   | 31.109                       | 0,718        |
| 32° | Itaperuna                     | 3.394.971                                   | 32.533                       | 0,730        |
| 33° | Mangaratiba                   | 3.211.900                                   | 69.913                       | 0,753        |
| 34° | Valença                       | 3.122.611                                   | 40.447                       | 0,738        |
| 35° | Nilópolis                     | 3.059.486                                   | 18.782                       | 0,753        |
| 36° | Armação dos Búzios            | 2.970.332                                   | 84.721                       | 0,728        |
| 37° | São Pedro da Aldeia           | 2.743.661                                   | 25.509                       | 0,712        |
| 38° | Barra do Piraí                | 2.713.911                                   | 26.833                       | 0,733        |
| 39° | Arraial do Cabo               | 2.705.476                                   | 87.763                       | 0,733        |
| 40° | Mesquita                      | 2.619.229                                   | 14.796                       | 0,737        |
| 41° | Piraí                         | 2.449.990                                   | 82.208                       | 0,708        |
| 42° | Casimiro de Abreu             | 2.352.167                                   | 51.285                       | 0,726        |
| 43° | Paraty                        | 1.955.302                                   | 44.262                       | 0,693        |
| 44° | Rio Bonito                    | 1.831.415                                   | 30.057                       | 0,710        |
| 45° | Japeri                        | 1.530.204                                   | 14.395                       | 0,659        |
| 46° | Pinheiral                     | 1.452.647                                   | 56.826                       | 0,715        |
| 47° | Guapimirim                    | 1.364.014                                   | 21.920                       | 0,698        |
| 48° | Vassouras                     | 1.321.271                                   | 35.458                       | 0,714        |
| 49° | Cachoeiras de Macacu          | 1.305.514                                   | 21.885                       | 0,700        |
| 50° | Santo Antônio de Pádua        | 1.284.643                                   | 30.081                       | 0,718        |
| 51° | Paraíba do Sul                | 1.253.031                                   | 28.006                       | 0,702        |
| 52° | São Francisco de Itabapoana   | 1.184.530                                   | 28.060                       | 0,639        |
| 53° | Paracambi                     | 1.162.885                                   | 21.902                       | 0,720        |
| 54° | Sapucaia                      | 1.000.574                                   | 54.765                       | 0,675        |
| 55° | Bom Jesus do Itabapoana       | 908.166                                     | 24.343                       | 0,732        |
| 56° | Bom Jardim                    | 887.303                                     | 31.941                       | 0,660        |
| 57° | São Fidélis                   | 845.191                                     | 21.811                       | 0,691        |
| 58° | Cantagalo                     | 841.421                                     | 41.730                       | 0,709        |
| 59° | São José do Vale do Rio Preto | 738.568                                     | 33.522                       | 0,660        |
| 60° | Carapebus                     | 726.769                                     | 43.108                       | 0,713        |
| 61° | Tanguá                        | 694.549                                     | 19.902                       | 0,654        |
| 62° | Paty do Alferes               | 684.862                                     | 24.510                       | 0,671        |
| 63° | Miracema                      | 662.192                                     | 24.404                       | 0,713        |
| 64° | Itaocara                      | 635.896                                     | 27.396                       | 0,713        |
| 65° | Miguel Pereira                | 632.510                                     | 24.686                       | 0,745        |
| 66° | Iguaba Grande                 | 631.409                                     | 21.517                       | 0,761        |
| 67° | Comendador Levy Gasparian     | 603.974                                     | 70.311                       | 0,685        |
| 68° | Silva Jardim                  | 602.644                                     | 27.675                       | 0,654        |
| 69° | Sumidouro                     | 600.126                                     | 38.202                       | 0,611        |
| 70° | Carmo                         | 561.153                                     | 29.286                       | 0,696        |
| 71° | Cordeiro                      | 456.175                                     | 20.592                       | 0,729        |
| 72° | Rio Claro                     | 435.971                                     | 23.342                       | 0,683        |
| 73° | Conceição de Macabu           | 434.143                                     | 18.426                       | 0,712        |
| 74° | Areal                         | 427.444                                     | 33.490                       | 0,684        |
| 75° | Italva                        | 418.766                                     | 27.215                       | 0,688        |
| 76° | Porciúncula                   | 415.949                                     | 21.814                       | 0,697        |
| 77° | Engenheiro Paulo de Frontin   | 406.744                                     | 28.769                       | 0,722        |
| 78° | Cambuci                       | 400.563                                     | 25.807                       | 0,691        |
| 79° | Cardoso Moreira               | 395.482                                     | 30.853                       | 0,648        |
| 80° | Mendes                        | 357.693                                     | 19.147                       | 0,736        |
| 81° | Natividade                    | 324.266                                     | 21.186                       | 0,730        |
| 82° | Quatis                        | 305.015                                     | 20.945                       | 0,690        |
| 83° | Rio das Flores                | 294.390                                     | 31.314                       | 0,680        |
| 84° | Varre-Sai                     | 264.154                                     | 23.568                       | 0,659        |
| 85° | Duas Barras                   | 249.220                                     | 21.553                       | 0,659        |
| 86° | Aperibé                       | 249.125                                     | 20.698                       | 0,692        |
| 87° | Trajano de Moraes             | 242.020                                     | 22.718                       | 0,667        |
| 88° | São Sebastião do Alto         | 241.288                                     | 25.625                       | 0,646        |
| 89° | Santa Maria Madalena          | 234.582                                     | 22.599                       | 0,668        |
| 90° | Macuco                        | 214.874                                     | 38.057                       | 0,703        |
| 91° | São José de Ubá               | 196.861                                     | 27.190                       | 0,652        |
| 92° | Laje do Muriaé                | 184.165                                     | 25.235                       | 0,668        |
| Total | Rio de Janeiro                | 949.300.770                                 | 54.359                       | 0,762        |